# Le Fils de Barbe-Rouge
Le Fils de Barbe-Rouge, aussi connu sous le titre Le capitaine sans nom, est le quatrième tome de la série de bande dessinée Barbe-Rouge créée par Jean-Michel Charlier (scénario) et Victor Hubinon (dessin) paru en 1963.

## Résumé
Barbe-Rouge ayant révélé à Éric sa véritable identité, ce dernier se rend vers le château de ses ancêtres pour récupérer son héritage, accompagné de Baba et de Triple-Patte. Mais le comte d'Argout n'entend pas se laisser dépouiller et tente de l'empoisonner. Ce plan ayant échoué, Éric se rend à Paris pour porter son affaire devant le ministre mais Lenoir, l'âme damnée du comte d'Argout, réussit à subtiliser les documents d'Éric et le fait passer pour un conspirateur.
Éric, conduit à la Bastille, est sauvé par Barbe-Rouge et ses hommes qui arrivent à s'y introduire à la faveur d'un plan machiavélique. Sur la route du retour, Éric tombe inopinément sur le comte d'Argout et le tue en un duel à l'épée, avant de repartir avec son père adoptif. Il sait que tout espoir de retrouver son nom et ses titres lui est désormais interdit.